# Azúcar Moreno
Azúcar Moreno es un dúo musical femenino español, de fama internacional, formado por dos hermanas gitanas; Encarna Salazar (10 de enero de 1961) y Toñi Salazar (14 de marzo de 1963). Descendientes de una familia de músicos, nacidas en Badajoz y criadas y asentadas en Madrid.

## Comienzos artísticos
Comenzaron haciéndoles los coros a sus hermanos Los Chunguitos, hasta que en 1982 captan la atención, de una casa discográfica. En 1984,  lanzan al mercado su primer álbum llamado Con la Miel en los Labios,  del cual se vendieron 50 000 copias (España). En 1986, después del embarazo de Toñi Salazar, lanzaron Estimúlame superando las 50 000 copias vendidas (España). Carne de Melocotón fue el tercer disco de las hermanas Salazar en el año 1988. En este álbum, aparecía lo que fue su primer éxito a nivel nacional, "Debajo del Olivo". Con este álbum comenzaron a saborear las mieles del éxito, con más de 80 000 copias vendidas (España).

## Eurovisión 1990
En 1990 son elegidas para representar a España en el Festival de Eurovisión en Zagreb (actual Croacia) con el tema Bandido, finalizando en la quinta posición. Su actuación en Eurovision es recordada por producirse el fallo técnico más sonado en la historia del festival. Actuaban abriendo el certamen y la pista pregrabada de sonido con las percusiones y ritmos básicos que debía sincronizarse con la orquesta en directo, salió tarde por error de un operario de la televisión yugoslava, lo que provocó que el dúo saliera a escena cuando el sonido no estaba preparado y que la orquesta no pudiera sincronizarse con la música pregrabada. Azúcar Moreno, reaccionó retirándose del escenario al darse cuenta de que había un fallo. Tras unos segundos de confusión, volvieron a comenzar la actuación sin problemas. Bandido, compuesta y producida por Jaime Stinus y Raúl Orellana, fue considerada como una innovación musical por los medios extranjeros y fue además un éxito en España, América Latina, Turquía y gran parte del mundo.
Este trabajo discográfico les llevó a alcanzar el éxito total. "Ven, Devórame otra Vez" y "A Caballo (El Carretero)", fueron otros grandes éxitos de este disco. Del cual se vendieron, más de 1 500 000 de copias' en todo el mundo.

## Éxito
Tras su paso por el festival le siguieron numerosos éxitos en España, Estados Unidos, Japón, Colombia, México, Argentina, Brasil, Chile, Venezuela, Estocolmo, Italia, Portugal, Peru, Paraguay, Turquía, Uruguay, Alemania, Polonia y Rusia. Algunos de sus temas entraron en la lista del chart Hot Latin: "Mambo" (6) "Tú Quieres Más" (12) y "Ven, Devórame otra Vez" (9). Así mismo su disco Mambo de 1991, llegó al número 5 del Latin Pop Albums (Entre artistas como Madonna y Cher) y fue todo un éxito en Japón y parte del mundo. Después vino Ojos Negros en 1992, con éxitos como "Hazme el Amor" o "Moliendo Café". El Amor (1994), fue una producción de Emilio Estefan, Jaime Stinus y Julio Palacios. La canción "El amor" que también da título al disco (Por el cual recibieron Billboard Music Award, al mejor grupo español) fue parte de la banda sonora de la película de Hollywood, 'El Especialista'. Esclava de tu piel (1996), este álbum es uno de los más vendidos de la carrera de Encarna y Toñi , incluye: el archiconocido "Sólo se Vive una Vez" y una magnífica versión de un tema de Miguel Gallardo (su productor, amigo y compositor de muchos de sus éxitos), "Hoy Tengo Ganas de ti". Además de las canciones "La Cita", "Esclava de tu Piel" y "Bandolero". Que se lanzaron también como singles debido a la gran acogida del disco y de los dos primeros temas.  En 1997, se lanza Mucho Azúcar, un álbum que recoge los éxitos de las hermanas Salazar hasta ese momento. También, se hace presente un tema inédito ("Muévete Salvaje"). Se vendieron más de 50 000 copias. Olé (1998) fue otro gran éxito, se vendieron más de 200 000 copias y fue una de las mejores giras del dúo. De este álbum, se extraen la canción del mismo nombre ("Olé"), "Mecachis" y "Ese Beso". Haciendo mención especial a "No Pretenderás", que es una preciosa rumba a la antigua usanza, escrita por Juan Salazar, en la que participan también sus hermanos/as. Amén (2000) es el décimo trabajo de Azúcar Moreno. "Mamma mía" y "Amén" fueron los temas más sonados de este álbum. "El amor se echa de menos", "Juramento", "Amigo mio", entre otras, fueron baladas muy emotivas. Únicas (2001), este trabajo tuvo varios éxitos como "Bésame", "Divina de la muerte" o "Tequila", con este disco fueron consideradas las reinas de las pistas de baile de ese año. En 2003 publicaron Desde el Principio, trabajo donde también estaban presentes sus hermanos, Los Chunguitos, con un tema llamado "Me Quedo Contigo", haciendo homenaje a Enrique Salazar (su hermano, ex-vocalista de Los Chunguitos y cocompositor de esta canción), el cual falleció en 1982. Este disco, contiene un tema bastante sonado llamado "Él", que formó parte central de la exitosa telenovela chilena Brujas en 2005. También se encuentran versiones como: "Se me va", " Sangre Española" o "Sobreviviré (Otro éxito del disco)". En 2006 lanzan Bailando con Lola (Homenajeando a la artista y amiga Lola Flores), fue el último álbum juntas hasta la fecha, el cual albergaba "Clávame", uno de lo éxitos del disco, con el cual estuvieron a punto de regresar a Eurovisión (Finalmente, fueron "Las Ketchup"). También,  podemos destacar el sencillo "Quitémonos la Ropa", que también cosechó popularidad y era el tema preferido de las hermanas de ese disco. Cabe mencionar la valentía de Azúcar Moreno, al experimentar con ritmos reggaetoneros (Y árabes) en este disco, siendo en aquella época el reggaeton, un género por explotar.

### Separación Temporal
El 27 de noviembre de 2007 el dúo anunció su retirada temporal de la música, mientras Encarna Salazar se sometió a un tratamiento de quimioterapia debido a un cáncer de mama. Toñi emprende su carrera en solitario mientras su hermana se recupera, en tanto la prensa del corazón se hace eco de la mala relación entre las hermanas. Encarna también proseguiría su carrera por separado.

## Retorno y Actualidad
En noviembre de 2013 aparecen juntas en el programa Tu cara me suena, donde sus hermanos Los Chunguitos, las imitaban como Azúcar Moreno. Anunciaron por fin su reconciliación definitiva y su vuelta a los escenarios con un nuevo disco y gira. Desde 2014 reanudan unas giras "30 aniversario Tour", con nueva banda de músicos, ofreciendo conciertos por toda la geografía española y han lanzado varios sencillos llamados "Punto de partida", "Pegaíto", "Agarraíta a la vida" y una nueva versión de su éxito "Debajo del olivo", y anuncian nuevo disco para 2017 a la vez que continúan haciendo conciertos y actuaciones. También cabe destacar que en 2016 participan en el programa musical "Levántate All Star" también participan junto con Bertín Osborne en el programa "Mi casa es la tuya"(2016), donde nos muestran la biografía animada de Antonia y Encarna, desde su dura infancia, pasando por su separación hasta la actualidad, también formaron parte del programa "Fantastic Dúo" (2017) y otros. A finales de 2017 comenzaron las giras internacionales, visitaron Uruguay, Chile, Ecuador, Paraguay.
En abril de 2019, participaron en el reality show, Supervivientes junto a personas como: Isabel Pantoja y Carlos Lozano, entre otros. Tras 17 días, ambas, decidieron abandonar debido al mal estado anímico, que les provocó su dura estancia en la isla.
A finales de julio de 2019, el programa Lazos de sangre, emitió un gran documental dedicado a Los Salazar, dónde se habló, largo y tendido de su vida profesional y personal. Después, hubo un debate con Boris Izaguirre (conductor del programa), junto con periodistas y otros profesionales, conversando sobre imágenes y testimonios que habían visto y escuchado en el documental. Debate, al que las hermanas Salazar, se unieron en un punto de la noche.
El 5 de octubre de 2019 Encarna y Toñi, fueron partícipes del XIV congreso de la OGAE en España, en el que fueron premiadas por su exitosa y aún recordada participación en Eurovisión y su intachable carrera musical. Además de participar en una charla bastante distendida y convertirse en el broche de oro de la gala, interpretando su ya mítico Bandido.
En 2020 lanzaron un nuevo disco, El Secreto de la mano de BMG, que supone su primer disco tras 14 años.El 4 de septiembre de 2020 se produce el lanzamiento de El Secreto, que entró en el ranking de los 100 álbumes más vendidos de España, manteniéndose en el puesto número cincuenta y cinco durante 1 semana.

## Discografía
Azúcar Moreno ha superado las ventas de más de 10 millones de discos vendidos en todo el mundo.
| 1984 | Con la Miel en los Labios         | > 50 000    | 1 disco de oro                 |  |      |      |             |                     |
| 1986 | Estimúlame                        | > 50 000    | 1 disco de oro                 |  |      |      |             |                     |
| 1988 | Carne de Melocotón                | > 80 000    | 1 disco de oro                 |  |      |      |             |                     |
| 1989 | Mix in Spain (Remix Album)        |             |                                |  |      |      |             |                     |
| 1990 | Bandido                           | > 2 000     | 2 discos de diamante           |  |      |      |             |                     |
| 1990 | The Sugar Mix Album (Remix album) |             |                                |  |      |      |             |                     |
| 1991 | Mambo                             | > 1 400 000 | 4 discos de platino            |  |      |      |             |                     |
| 1992 | Ojos Negros                       | > 1 400 000 | 4 discos de platino            |  |      |      |             |                     |
| 1994 | El Amor                           | > 1 800 000 | 8 discos de platino            |  |      |      |             |                     |
| 1996 | Esclava de tu Piel                | > 1 700 000 | 7 discos de platino            |  |      |      |             |                     |
| 1998 | Olé                               | > 1 250 000 | 2 discos de platino y 1 de oro |  | 2000 | Amén | > 1 300 000 | 3 discos de platino |
| 2001 | Únicas                            | > 1 400 000 | 4 discos de platino            |  |      |      |             |                     |
| 2003 | Desde el Principio                | > 100 000   | 1 disco de platino             |  |      |      |             |                     |
| 2006 | Bailando con Lola                 | > 80 000    | 1 disco de oro                 |  |      |      |             |                     |
| 2020 | El Secreto                        |             |                                |  |      |      |             |                     |

| Año  | Álbum                              | Ventas  | Certificación       |
| ---- | ---------------------------------- | ------- | ------------------- |
| 2014 | Esencial Azúcar Moreno             |         |                     |
| 2012 | Brown Sugar                        |         |                     |
| 2005 | 20 Éxitos Originales               |         |                     |
| 2005 | Grandes                            |         |                     |
| 2004 | 20 Grandes Éxitos                  |         |                     |
| 2002 | Bandido y otros Grandes Éxitos     |         |                     |
| 2003 | Los Esenciales                     |         |                     |
| 2002 | Colección de Oro                   |         |                     |
| 2001 | Toda la Pasión de... Azúcar Moreno |         |                     |
| 2000 | Brillantes                         |         |                     |
| 2000 | Ven Devórame otra Vez              |         |                     |
| 1999 | 20th Anniversary                   |         |                     |
| 1999 | Éxitos Originales                  |         |                     |
| 1998 | Latin Stars                        |         |                     |
| 1997 | Mucho Azúcar, Grandes Éxitos       | 300 000 | 3 discos de platino |
| 1996 | Hazme el Amor                      |         |                     |
| 1995 | 25 Grandes éxitos                  |         |                     |
| 1988 | Solo Azúcar                        |         |                     |

## Cinematografía
- Participación en el film de Carlos Saura, "El Amor Brujo"  cantando su primera canción Azúcar Moreno (1986)
- Cameo en el primer capítulo, de la serie española , Brigada Central (serie de televisión) cantando la canción Chica Vaivén y fragmentos de su primer éxito nacional, Debajo del Olivo (1989)
- Aparición musical en la película de Hollywood, El Especialista [The Specialist] con su gran éxito "El Amor" (1994)
- Aparición musical en la telenovela brasileña Salsa y Merengue (Salsa y Merengue en portugués)  con su gran gran hit Solo se Vive una Vez (1996-1997)
- Aparición musical con con su exitoso single, " Solo se Vive una Vez", en la película hongkonesa Happy Together (película de 1997)  (1997)
- Aparición musical en la película Manolito Gafotas (película), en la que en una escena, el padre del pequeño protagonista, pone a petición de este el éxito de Azúcar Moreno, De lo que te has Perdido y lo cantan juntos (1999)
- Aparición en la película Gitano (película de 2000), en la que interpretan la canción Abracadabra (2000)
- Su tema Dime que me Quieres, se convirtió en la cabecera de la serie española Dime que me quieres (2001)
- Aparición musical en la película española "El Palo",  con un remix de su canción Abracadabra  (2001)
- Aparición musical en la telenovela brasileña "Puerto de los Milagros", con su single "Bandolero"(2001)
- Participación musical con su gran éxito Él, en la banda sonora de la telenovela chilena, Brujas (telenovela) (2005)
- Aparición musical con Solo se Vive una Vez, en la serie Vive cantando en la que algunos personajes, cantaban este tema (2014)

## Publicidad
- Anuncio de la bebida Coca-Cola (1991)
- Imagen de la marca de licor Kahlúa (1997)
- Anuncio del licor Crema Caballero (2000)
- Anuncio de la marca de zumos Juver (2015)
- Anuncio de la filial de telecomunicaciones Entel Perú, en el que se versiona el exitoso single "Solo se Vive una Vez" (2019)